# Jean Doulcet
Pour les articles homonymes, voir Doulcet.
Marie-Augustin-Jean Doulcet (5 août 1865, château de Lozère (Palaiseau) - 12 février 1928, Rome), est un diplomate français.

## Biographie

### Jeunesse et formation
Fils de Jules Doulcet, archiviste du Corps législatif et de l'Assemblée nationale, et de Pauline West, il est le frère de Mgr Henri Doulcet, le petit-fils de Gérard West et le cousin germain de Pierre Lefèvre-Pontalis.
Marié à Marguerite-Marie Petit de Bantel, il est le père du colonel Louis Doulcet et de Pierre Doulcet, maire-adjoint du 7e arrondissement de Paris, ainsi que le beau-père de Paul Ruault du Plessis-Vaidière et de Bruno de La Brosse.
Il suivit ses études au lycée Condorcet, fut licencié en lettres et en droit à la Sorbonne et sortit diplômé de l'École libre des sciences politiques.

### Carrière
Il entra en 1887 au ministère français des Affaires étrangères comme attaché à la direction politique.
Il est secrétaire de légation à Londres du 28 juin 1893 à 1907, puis à Lisbonne et à Madrid. En 1912, il est nommé ministre plénipotentiaire à Saint-Pétersbourg.

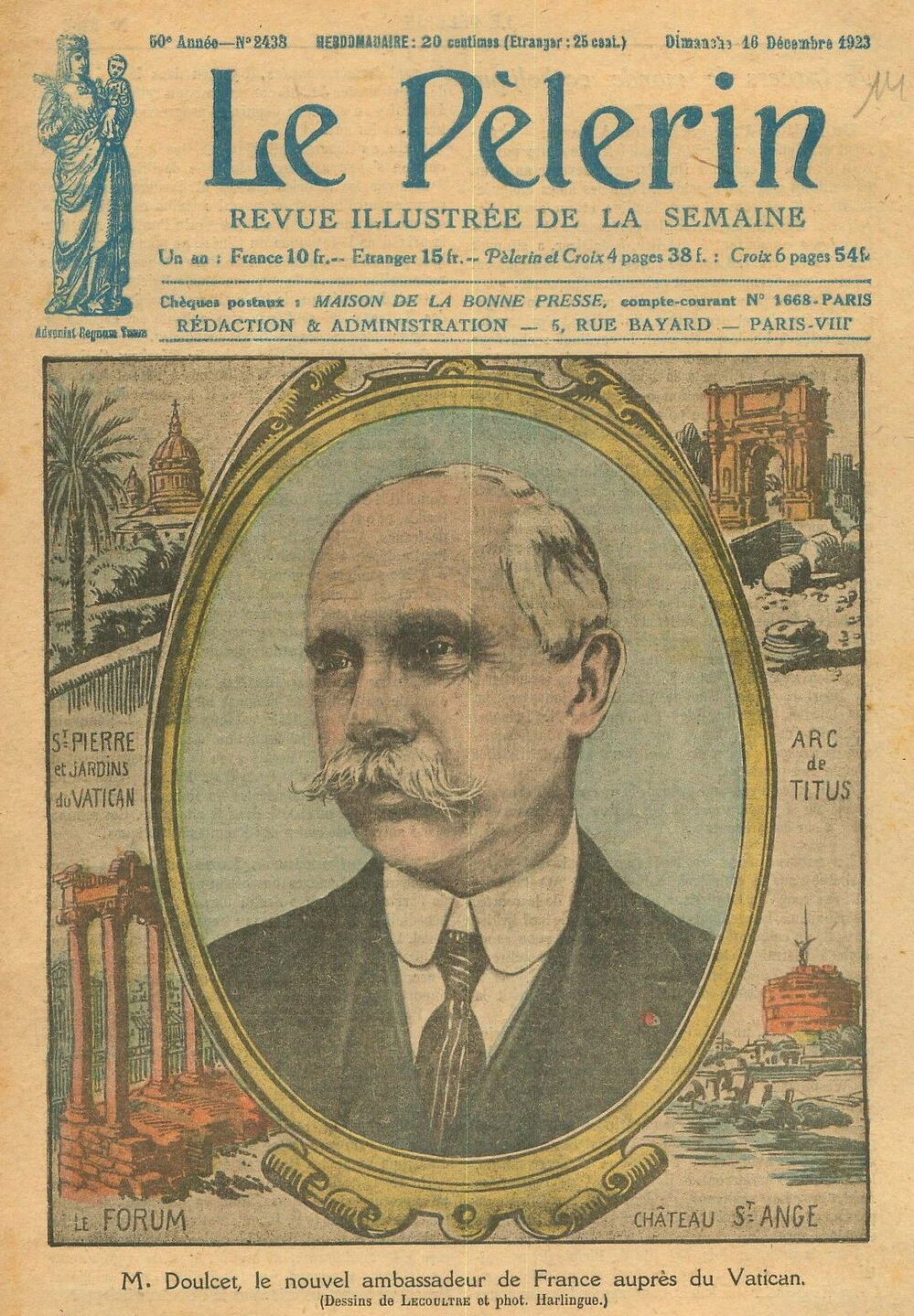
Jean Doulcet en couverture du Pèlerin.

Doulcet est ambassadeur de France à Budapest de novembre 1918 à avril 1919, puis ministre plénipotentiaire en Norvège d'avril 1919 à 1920.
Le 21 mars 1920, il est envoyé au Saint-Siège pour y obtenir le rétablissement des relations et négocier la réouverture de l'ambassade.
De 1921 à 1923, il est chargé d'affaires à Budapest. De 1923 jusqu'à sa mort, il est ambassadeur auprès du Saint-Siège.

### Décorations
- Commandeur de la Légion d'honneur
- Grand-croix de l'ordre de Saint-Olaf

Il était grand-croix de l'ordre de Saint-Grégoire-le-Grand, de l'ordre de Saint-Stanislas, de l'ordre de Saint-Olaf et de l'ordre de la Couronne de Roumanie, etc.

## Sources
1. ↑  « https://www.diplomatie.gouv.fr/IMG/pdf/240paap_cle0ea817__papiers_jean_doulcet.pdf » (consulté le 31 mars 2019)
2. ↑  Pierre RAIN, L'Ecole libre des sciences politiques, 1871-1945, Presses de Sciences Po, 2 avril 2012 (ISBN 978-2-7246-8448-3, lire en ligne)

- Édouard Clavery, Jean Doulcet, ambassadeur de France, 1865-1928, 1932 (préface de Maurice Paléologue)
- Émile Poulat, Les diocésaines : république française, église catholique : loi de 1905 et associations culturelles, le dossier d'un litige et de sa solution (1903-2003), Documentation française, 2007